# Gole dell'Ardèche
Le gole dell'Ardèche (in francese "gorges de l'Ardèche") sono un sito turistico del dipartimento dell'Ardèche, nella regione del Rodano-Alpi, in Francia.

## Descrizione
Le gole, che formano un vero e proprio canyon di 30 chilometri scavati nell'altopiano calcareo tra il Pont d'Arc (Vallon Pont d'Arc) e Saint Martin d'Ardèche, possono essere percorse in auto dal lato nord attraverso una strada panoramica che attraversa la gariga. Sul loro corso inferiore esse costituiscono il confine tra i dipartimenti dell'Ardèche e del Gard.
Numerosi belvedere, i cui nomi sono associati ai differenti luoghi, sono stati disposti sull'itinerario da Serre de Tiourre, abbracciando con lo sguardo i Cévennes verso Alès all'ingresso delle gole fino a Ranc Pointu, il panorama su Aiguèze, Saint Martin d'Ardèche e, in lontananza, la valle del Rodano e il monte Ventoux. Il fiume ha formato svariati meandri, più o meno ampi, sull'altopiano; il più sorprendente è quello di Pont d'Arc: fenomeno unico, qui il corso d'acqua ha intersecato il suo meandro, penetrando la roccia e lasciando un arco di calcare alto 60 metri sotto al quale il fiume continua a scorrere.
Le gole dell'Ardèche e i suoi altopiani attirano ogni anno numerosi visitatori assetati di scoperte, di voglia di evasione e di attività all'aria aperta. Si tratta di uno dei luoghi più visitati del dipartimento dell'Ardèche e dei dintorni, in cui praticare la speleologia, l'arrampicata, la discesa delle gole in canoa, in kayak o in barca, il trekking o il bungee jumping.

## Geologia
L'Ardèche, con le sue gole, digrada tra gli 80 e i 45 metri al di sopra del livello del mare. Le gole sono scavate in un massiccio dall'altitudine media di 300 metri, caratterizzato da vegetazione mediterranea: è la prima grande gariga. Le specie vegetali sono adatte a un terreno permeabile che non conserva l'acqua in superficie, ma la fa scorrere nelle numerose gallerie e fiumi sotterranei (il famoso reticolo di grotte di Saint Marcel supera i 50 chilometri).
Molte grotte sono da visitare per il loro interesse geologico (aven Marzal, aven d'Orgnac, grotta della Maddalena, grotta di Saint Marcel), altre testimoniano l'antichissima presenza dell'uomo in questa regione. Tra queste molte sono grotte decorate (spesso chiuse al pubblico); la più famosa è la grotta Chauvet, che non può essere visitata per evitare di deteriorare le pitture parietali: è presente in una mostra a Vallon Pont d'Arc ed è in progetto una "replica" della grotta come è stato fatto per Lascaux. L'antica presenza umana è parimenti attestata dalla presenza dei dolmen, che sono 800 in tutta la bassa Ardèche, una delle principali zone megalitiche della Francia.

## Storia

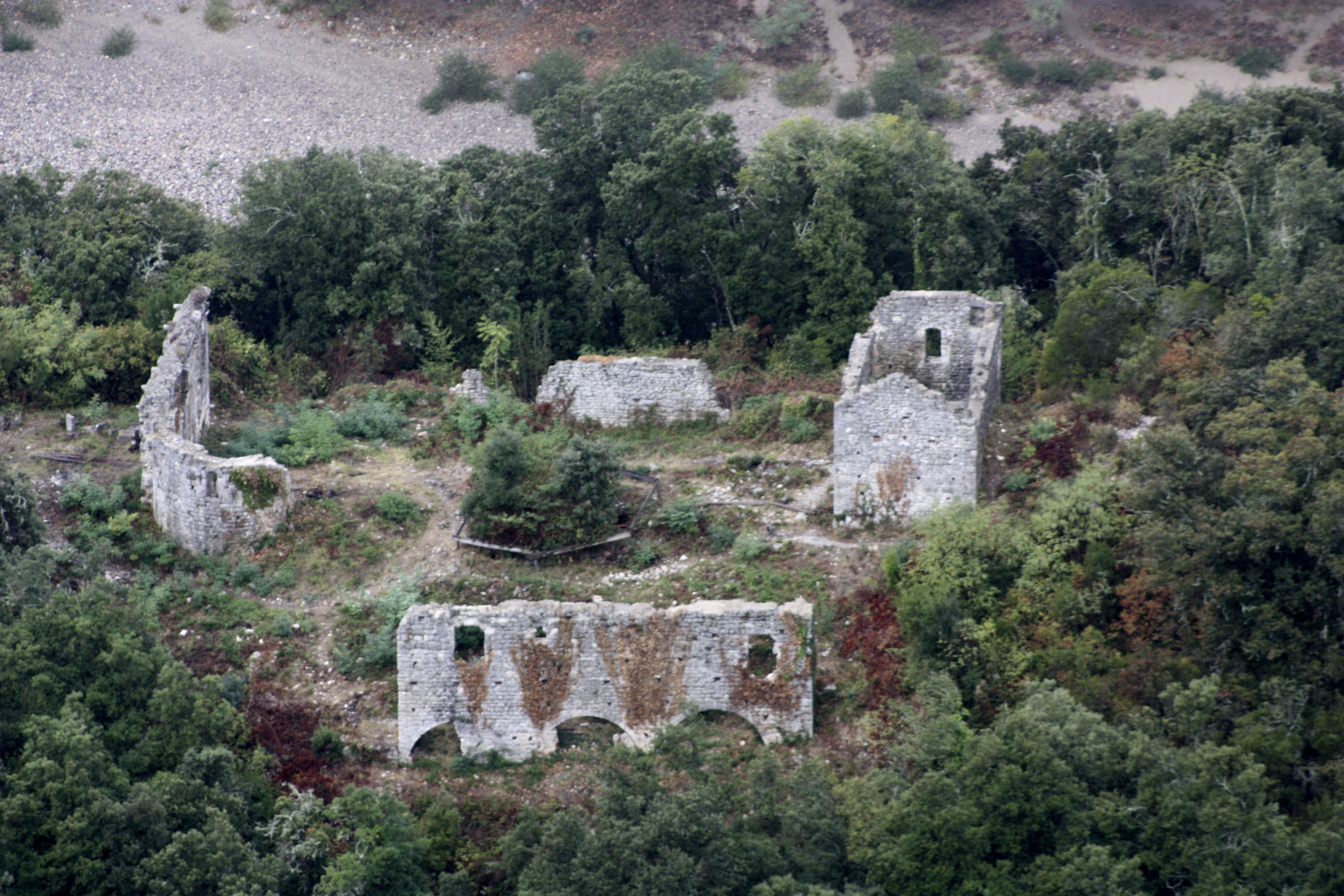
Ciò che resta del lebbrosario del XII secolo

Prima del 1960 nessuna strada percorreva le gole: i 30 chilometri che separano la frazione di Chames, presso il Pont d'Arc, e la frazione di Sauze a Saint Martin d'Ardèche erano praticabili solo a piedi per gli escursionisti. Gli abitanti che si stabilirono alle loro estremità o sull'altopiano, principalmente per la presenza di legno e carbone, vi giunsero grazie a delle barche piatte (le bèches).
La zona, isolata e di difficile accesso, favorì nel XII secolo la costruzione da parte dell'ordine dei Templari di un lebbrosario destinato ad accogliere i malati di peste di ritorno dalle crociate; i resti di questo edificio sono tutt'oggi visibili presso il Cirque de la Madeleine.

### La leggenda del Pont d'Arc

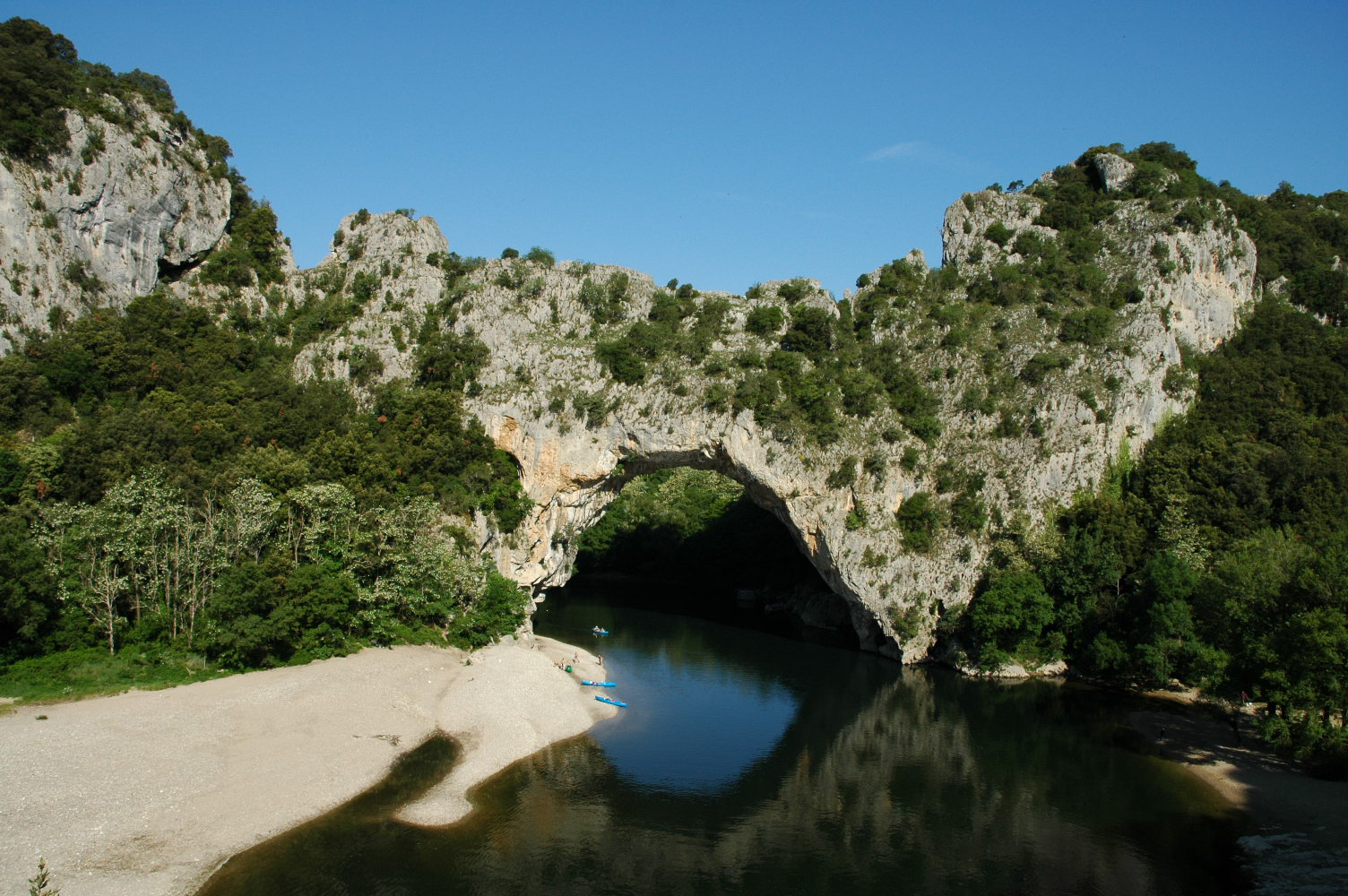
Il Pont d'Arc così come lo vediamo oggi

Secondo la leggenda, la formazione calcarea del Pont d'Arc avrebbe un'origine diabolica.
Un ricco signore di Sampzon sposò una ragazza di Vallon, molto bella ma anche molto civettuola, tanto da attirare numerosi amanti. L'uomo, preso dalla gelosia, rinchiuse la moglie in un'alta torre, situata sulla piattaforma rocciosa dell'Arc (a quel tempo non ancora scavato dalle acque). Un giorno si presentò al castello un pellegrino dall'aspetto laido, domandando asilo. Il signore subito lo fece entrare e accettò di mostrargli lo splendido paesaggio che si godeva dall'alto della torre adiacente al suo maniero. Mentre l'uomo parlava, il pellegrino fuggì lungo il Rodano e con lui la bella moglie del castellano, sparendo nella valle Combe. Subito l'uomo geloso cadde in ginocchio e pregò il buon Dio dei Mariti di restituirgli la sua graziosa moglie. Il suo desiderio fu esaudito: con un terribile rombo la montagna si spaccò e l'acqua poté passare, riportando la barca su cui erano fuggiti i due amanti ai piedi del marito. Appena il castellano ebbe abbracciato sua moglie, al pellegrino spuntarono peli e corna e si trasformò nel diavolo, sparendo in una nuvola di zolfo.

## La riserva naturale

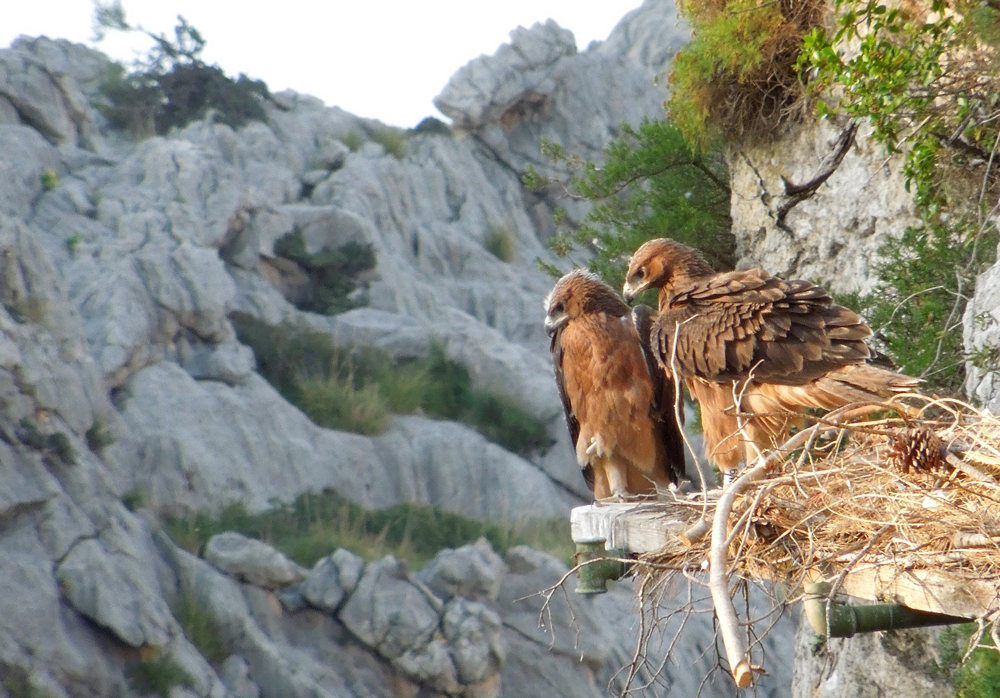
Aquila di Bonelli

La riserva naturale nazionale delle gole dell'Ardèche (RNNGA) è stata istituita con decreto ministeriale il 14 gennaio 1980 per proteggere questo sito paesaggistico unico dai pericoli del turismo di massa e dell'urbanizzazione. La riserva si estende per un'area di 1575 ettari, distribuiti dal punto di vista amministrativo sui dipartimenti dell'Ardèche e del Gard, e fa parte del sito Natura 2000, riconosciuto a livello europeo.
La flora e la fauna che abitano la riserva ben rappresentano la particolare storia geologica del sud Europa, al confine tra la zona mediterranea e quella continentale. I diversi habitat che si sono perciò venuti a creare hanno favorito l'insediamento di molte specie protette come l'aquila fasciata, detta aquila di Bonelli, l'avvoltoio capovaccaio (neophron percnopterus), il falco pellegrino, il castoro europeo, la lontra, il pipistrello. Le acque delle gole ospitano inoltre l'alosa e l'apron, piccolo pesce simile al persico.
Dal punto di vista turistico è consentito visitare la riserva a piedi seguendo uno dei dieci sentieri diversi che rappresentano altrettanti punti di vista sulle gole e sugli altopiani circostanti, coprendo complessivamente 84 km. Un'altra attività ampiamente praticata e consentita è quella della discesa delle gole in canoa o Kayak, che a seconda della stagione e del livello dell'acqua si estende tra i 6 e i 32 km. Accompagnati da personale esperto si può inoltre godere di un'altra prospettiva grazie ad attività come le scalate delle pareti rocciose o la speleogia delle numerose grotte sotterranee. È possibile infine soggiornare una notte in tenda all'interno della riserva, avendo come obbligo la prenotazione in uno dei bivacchi presenti a Gaud e Gournier.